# Xã Spruce, Quận Bates, Missouri
Xã Spruce (tiếng Anh: Spruce Township) là một xã thuộc quận Bates, tiểu bang Missouri, Hoa Kỳ. Năm 2010, dân số của xã này là 330 người.